# Château de Mareuil (Dordogne)
Pour les articles homonymes, voir Château de Mareuil.
Le château de Mareuil est un château français implanté sur la commune de Mareuil-sur-Belle dans le département de la Dordogne, en région Nouvelle-Aquitaine. Il est ouvert à la visite et abrite la collection familiale de Montebello, ensemble d'objets et d’éléments de mobilier dont la section la plus notable est celle consacrée à Napoléon Ier et au Premier Empire.
C'est un château fort de plaine. 

## Présentation
Le château de Mareuil se situe au nord-ouest du département de la Dordogne, à l’entrée nord du bourg de Mareuil, en bordure de la route départementale 939 (l’ancienne route nationale 139) et de la Belle qui, autrefois, alimentait ses douves. 

## Historique

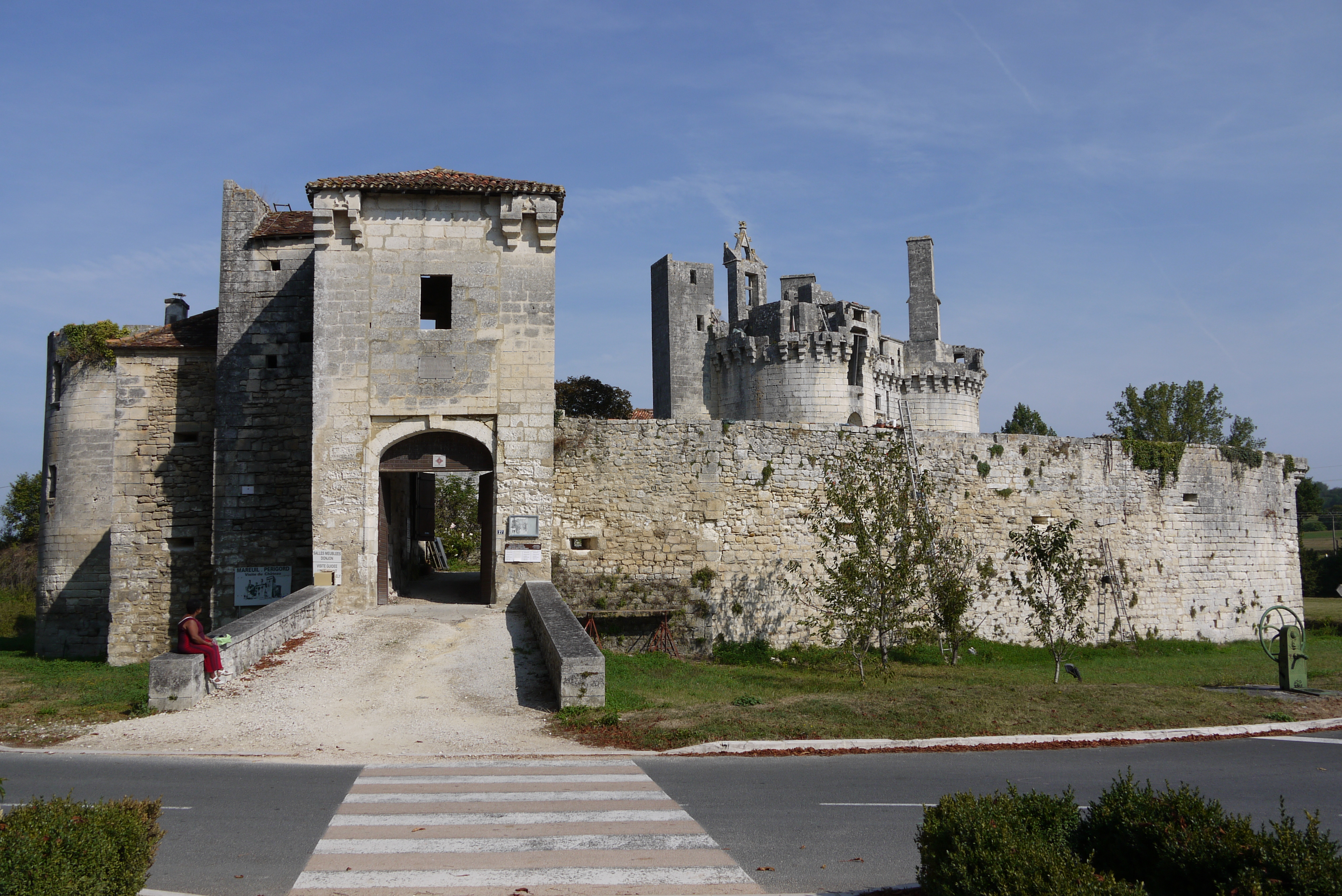
Le château vu depuis la D939

Siège de l'une des quatre baronnies du Périgord (avec Beynac, Biron et Bourdeilles), le château actuel fait suite à un autre plus ancien victime des combats de la guerre de Cent Ans.
Mareuil a été reconstruit au début du XVe siècle par Geoffroy de Mareuil qui en fait une résidence de plaisance de style gothique flamboyant.
Incendié durant les guerres de religion, il est abandonné un siècle et demi plus tard. Après plusieurs ventes, il est acquis au XVIIe siècle par Isabelle de Beauville qui le lègue à sa fille Jeanne-Françoise, épouse de Daniel de Talleyrand-Périgord. Ceux-ci et leur descendance entreprirent la restauration du château, mais n'y habitèrent que rarement, et le délaissèrent à la Révolution.
En 1883, Mareuil est compris dans le legs que fait Élie-Roger-Louis de Talleyrand-Périgord, prince de Chalais, à l’Hôpital de Chalais qui le convertit en exploitation agricole. En 1963, le château est racheté, restauré, remeublé et habité à nouveau par les ducs de Montebello, « princes de Sievers », descendants du Maréchal d'Empire Jean Lannes.
Le château de Mareuil a été classé monument historique par liste en 1862.

## Architecture
C'est un château fort de plaine constitué d'un ensemble de bâtiments du XVe au XVIIIe siècle disposés sur une motte. 
On accède au château à partir d'une première tour-porte située sur la contrescarpe du fossé. Un petit bâtiment accolé au revers de cette tour servait de corps de garde. Le passage franchi, sur la droite une longue rampe montante, bordée tout au long de son côté extérieur par un parapet percé d'embrasures pour armes à feu, s'élève jusqu'à un pont dormant franchissant le fossé. Cette rampe montante, qui longe sur une trentaine de mètres la courtine du château, formait une sorte de barbacane dont le rôle était de contrôler et de défendre l'accès au château tout en protégeant de sa masse la courtine devant laquelle elle se situe. Le pont de pierre franchissant le fossé était autrefois interrompu par un pont-levis. Le passage voûté de l'entrée est encadré de deux tours munies d'embrasures à canons. En plus du pont-levis, un double vantail ainsi qu'une herse défendaient cette porte. À l'intérieur du château, les bâtiments subsistant à l'heure actuelle sont disposés en L. À la jonction des deux corps de bâtiments se situe une tour de plan rectangulaire qui dépasse en hauteur le reste de l'édifice. Il s'agit de l'ancien donjon.
La chapelle est de style gothique flamboyant.

## Le château comme site touristique
Une partie du château (les anciens communs) est aujourd'hui le lieu de résidence du Duc de Montebello et de sa famille. La majeure partie des parties seigneuriales et militaires (tours et murs, donjon, salles de garde et de réception, cabinet, chapelle, haute et basse-cour) sont ouvertes à la visite.
La visite est possible de Juin à Septembre du lundi au samedi. Elle est toujours guidée, soit par Benoît de Montebello, fils du duc, soit par un employé du site, le caractère à la fois historique et d'habitation empêchant la visite libre.
Situé à l'écart des principaux circuits touristiques du Périgord, le château de Mareuil reçoit une affluence modérée.

Des travaux de préservations et de rénovations, nécessaires, ne sont pas envisagés avant 2024 faute de fonds.

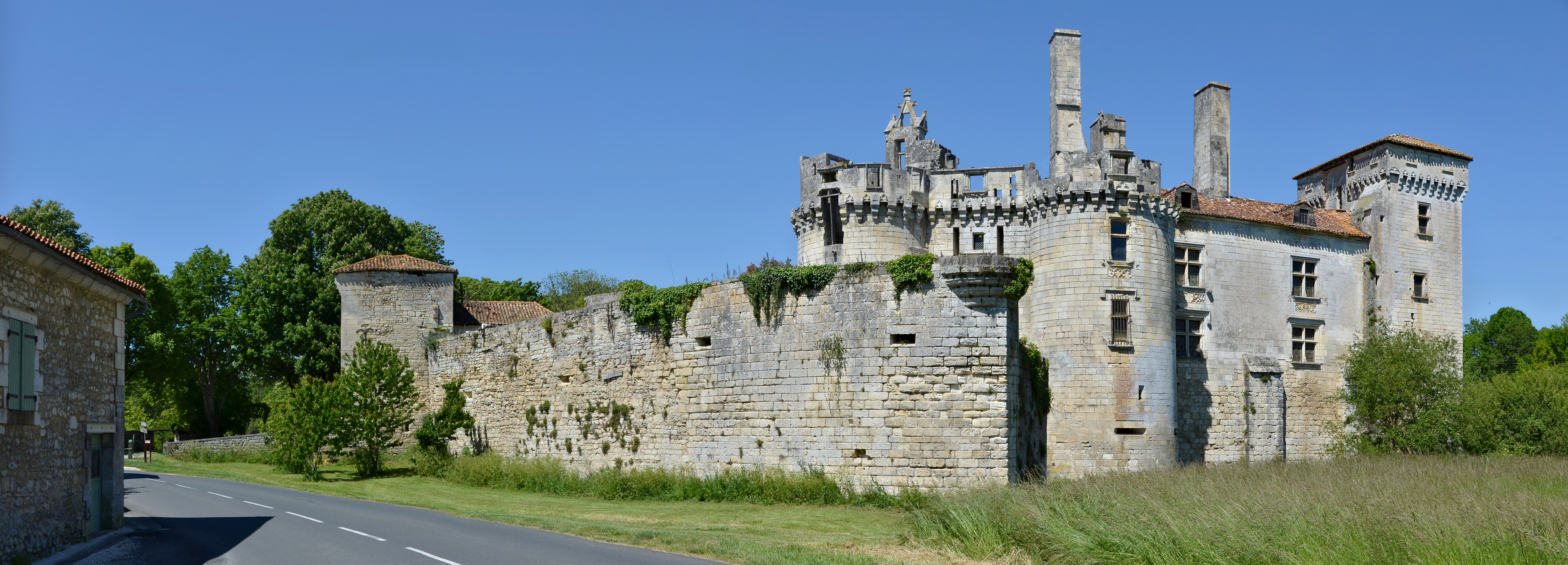
Le château, vue Est (2014)
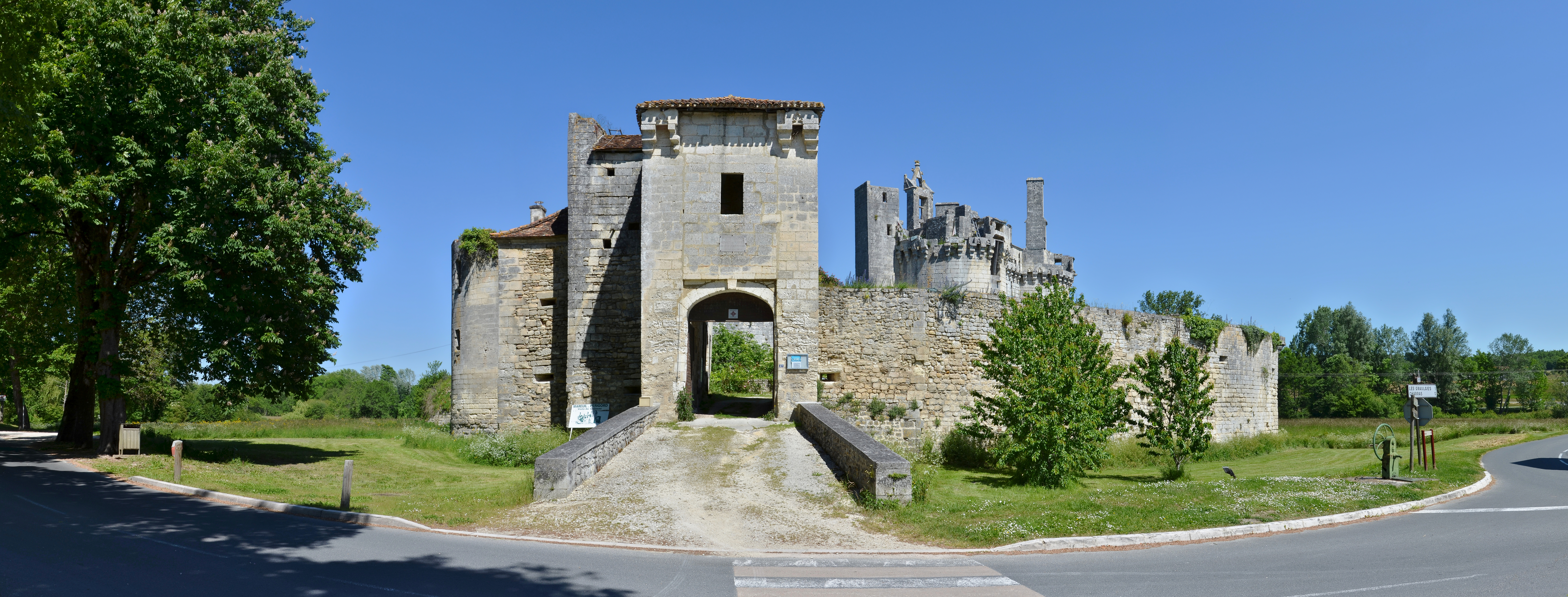
Entrée du château
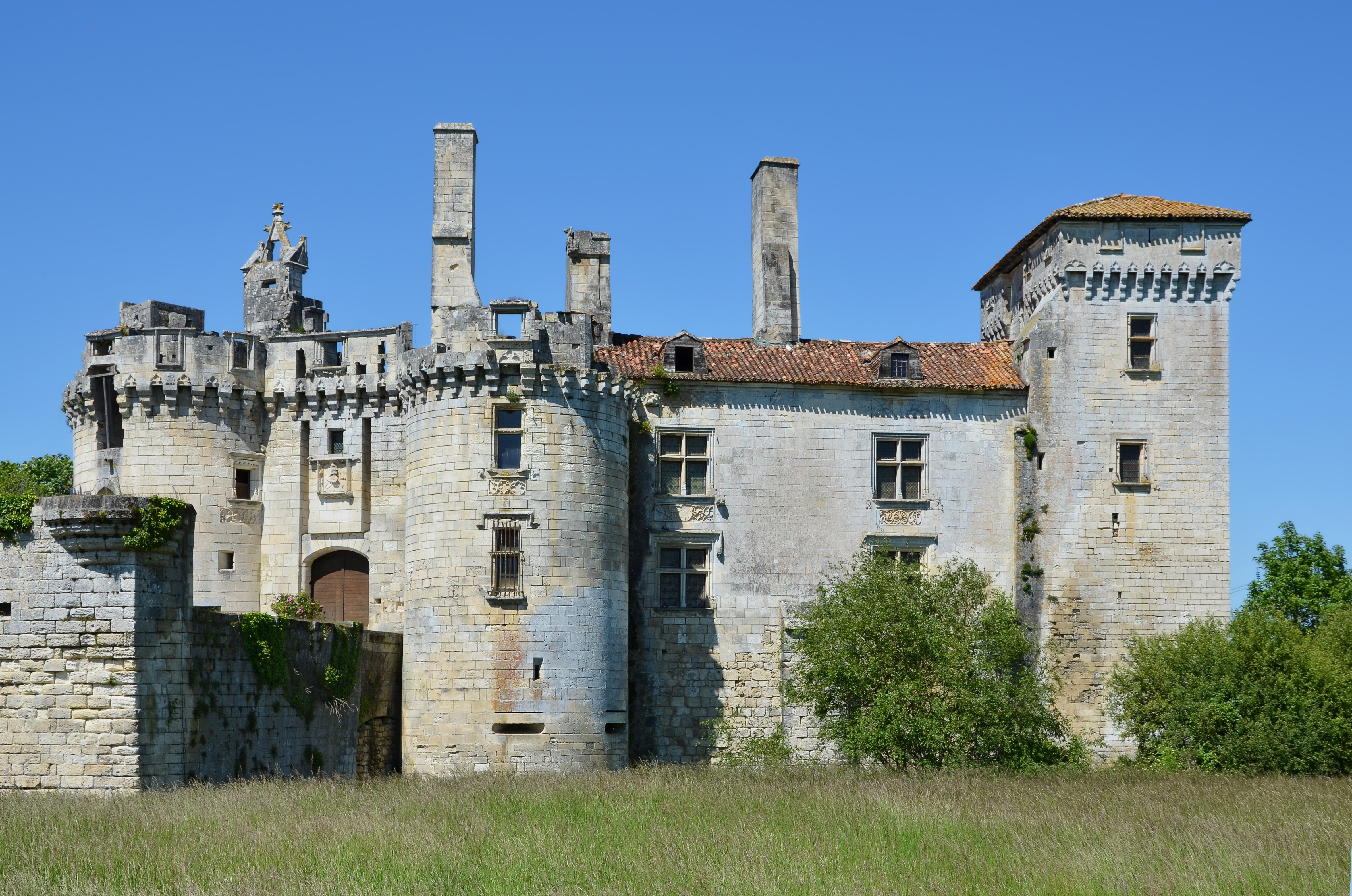
Vue d'ensemble
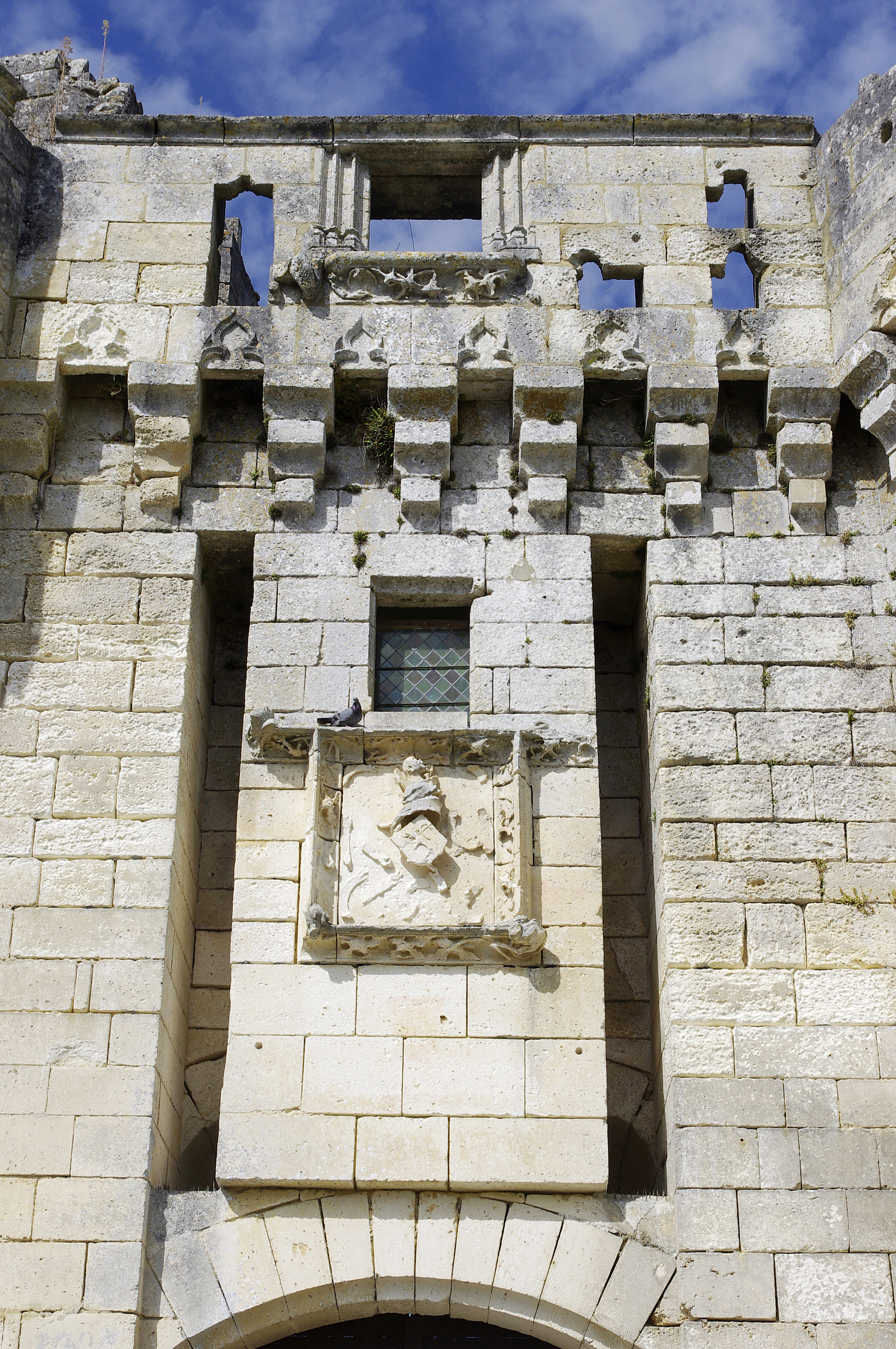
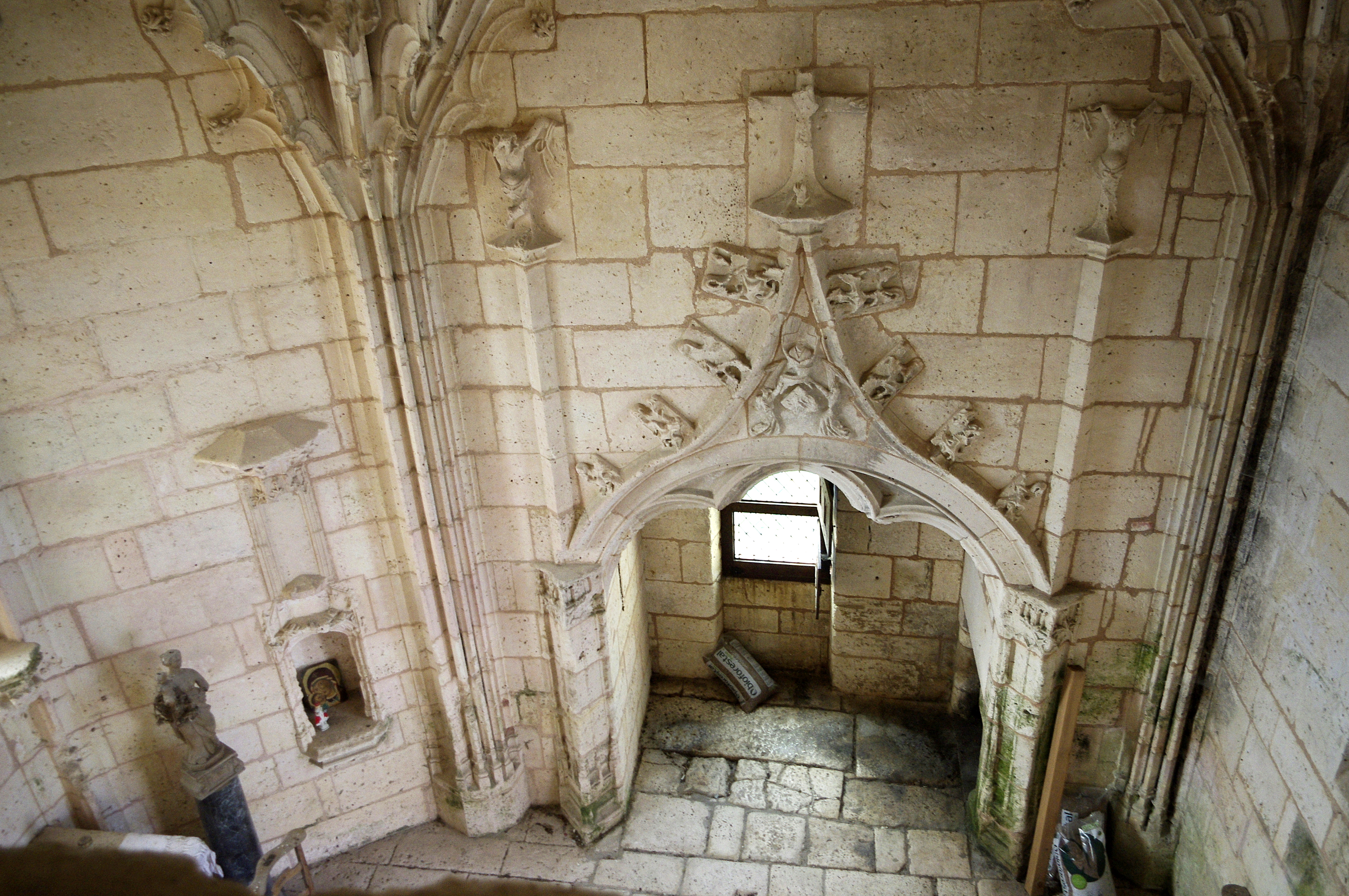
L'intérieur de la chapelle